# The Cross of My Calling
The Cross of My Calling è un album in studio del gruppo musicale svedese The (International) Noise Conspiracy, pubblicato nel 2008.

## Tracce
1. Intro – 2:09
2. The Assassination of Myself – 3:28
3. Dustbins of History – 2:31
4. Arm Yourself – 3:22
5. Hiroshima Mon Amour – 3:31
6. Boredom of Safety – 2:58
7. Child of God – 4:58
8. Interlude – 1:41
9. I Am The Dynamite – 3:38
10. Washington Bullets – 2:27
11. Satan Made the Deal – 3:07
12. Storm the Gates of Beverly Hills – 3:35
13. Black September – 3:07
14. The Cross of My Calling – 8:39